# Аріст Леонід Михайлович
Леонід Михайлович Аріст (11 травня 1927, Дніпро — 2008) — український вчений, журналіст, публіцист і винахідник.

## Біографія
У 1944 році завершив навчання в школі з відзнакою в Узбекистані (м. Коканд), де тривалий час проживала його родина. Закінчив Дніпропетровський металургійний інститут за спеціальністю «Металознавство і термічна обробка металів» (1950).
Кандидат технічних наук (1970), дисертація «Розробка, вдосконалення та дослідження деяких видів агломераційного і доменного устаткування» (наук. керівник В. М. Гребеник). Одним з найбільш вагомих науково-практичних досягнень винахідника цілком заслужено вважають технології, введені в експлуатацію на різнопрофільних промислових потужностях. Наприклад, наприкінці 1977 р. побудовано та введено в експлуатацію унікальний киснево-конверторний цех на металургійному комбінаті «Азовсталь», де було залучено понад 20 розробок та інновацій Л. М. Аріста.
Ряд винаходів був упроваджений на великих металургійних комбінатах «Запоріжсталь», «Криворіжсталь», імені Ілліча, Дніпропетровському металургійному заводі ім. Г. Петровського, Дніпропетровському та Макіївському меткомбінатах і багатьох інших металургійних підприємствах країни.
Закінчив Центральний інститут підвищення кваліфікації керівних працівників і фахівців народного господарства в області патентної роботи (1975).
За заслуги в винахідницькій діяльності в 1985 р. Арісту надано почесне звання «Заслужений винахідник УРСР», а у 1988 р. він став лауреатом премії ім. В. К. Семинського. За участь у будівництві та впровадженні нової техніки у виробництво у 1988 і в 1990 роках був нагороджений знаком МЧМ СРСР «За механізацію й автоматизацію в металургії», а також дипломами ВДНГ СРСР і ВДНГ УРСР, почесними грамотами.
Всього в доробку Л. М. Аріста понад 250 авторських посвідчень та патентів, 22 виданих книги, 450 брошур та публікацій на науково-технічну, винахідницьку і педагогічну тематику.
Член Академії будівельних наук України (2004).
Кандидат технічних наук (2006).
У Дніпрі на будинку (вул. Воскресенська 4-а), де жив Леонід Аріст, встановлено меморіальну дошку.